# Pecan Hill, Texas
Pecan Hill là một thành phố thuộc quận Ellis, tiểu bang Texas, Hoa Kỳ. Năm 2010, dân số của xã này là 626 người.

## Dân số
- Dân số năm 2000: 672 người.
- Dân số năm 2010: 626 người.